# Pachyserica desenderi
Pachyserica desenderi är en skalbaggsart som beskrevs av Ahrens 2006. Pachyserica desenderi ingår i släktet Pachyserica och familjen Melolonthidae. Inga underarter finns listade i Catalogue of Life.